# はかま満緒の話のタネ
「はかま満緒の話しのタネ」（はかまみつおのはなしのタネ）とは、アール・エフ・ラジオ日本で放送されていたラジオ番組である。

## 概要
放送開始は2008年5月5日。
はかまの担当番組「日曜喫茶室」（NHK-FM放送）が月4回放送から月1回放送に変更されてからこの番組が始まっている。
日曜喫茶室でウェイトレス役を務める小泉裕美子がホステスとして出演し、「日曜- 」同様に「常連客」もいて、内容も酷似していた。
毎回ゲストを交えてのトークが中心だった。開始当初はオープニングに世界のジョーク（ロシアンジョーク等）を紹介し、聴取者からもジョークの投稿を募っていた。
番組名称は、局のタイムテーブルや雑誌等でも「はかま満緒の話のネタ」と誤記されることがあった。

## パーソナリティ
- はかま満緒
- 小泉裕美子 - ホステス

## 放送時間
- ラジオ日本 - 月曜 19:00 - 20:00
ラジオ日本ジャイアンツナイターの中継時は休止。放送時間振替は無かった。日本シリーズ中継等も同様。